# Alberta Championships
Die Alberta Championships sind im Badminton die Meisterschaften der kanadischen Provinz Alberta. Austragungen sind seit 1974 dokumentiert. Von einem früheren Start der Titelkämpfe ist jedoch auszugehen, da in anderen kanadischen Provinzen bereits seit den 1920er Jahren Meisterschaften ausgetragen werden.

## Die Titelträger
| Saison    | Herreneinzel          | Dameneinzel        | Herrendoppel                              | Damendoppel                            | Mixed                                             |
| --------- | --------------------- | ------------------ | ----------------------------------------- | -------------------------------------- | ------------------------------------------------- |
| vor 1974  | keine Daten           | keine Daten        | keine Daten                               | keine Daten                            | keine Daten                                       |
| 1974      | Don Smith             | Lorraine Thorne    | Doug McGillivray Jan Novotny              | Lorraine Thorne Maureen Thorne         | Cam Dalgleish Lorraine Thorne                     |
| 1975      | Wayne Macdonnell      | Alison Delf        | Channarong Ratanaseangsuang Vara Sukanake | Lorraine Thorne Wendy Carter           | Cam Dalgleish Wendy Carter                        |
| 1976      | Don Smith             | Wendy Carter       | Vara Sukanake Tom Muir                    | Sherri Boyse Jane Youngberg            | Cam Dalgleish Wendy Carter                        |
| 1977      | Keith Arthur          | Sharon Crawford    | Keith Arthur Cam Dalgleish                | Lorraine Thorne Maureen Thorne         | Cam Dalgleish Lorraine Thorne                     |
| 1978      | Keith Arthur          | Lesley Harris      | Keith Arthur Greg Carter                  | Lesley Harris Tracey van Wassenhove    | Channarong Ratanaseangsuang Tracey van Wassenhove |
| 1979      | Don Smith             | Barbara Alexander  | Doug Johnson Jamie Marks                  | Beverley Suits Leslie McDonald         | Bob MacDougall Tracy Van Wassenhove               |
| 1980      | Greg Carter           | Sharon Crawford    | Doug Johnson Jamie Marks                  | Beverley Suits Sherri Smyth            | Mark Freitag Leslie O’Donoghue                    |
| 1981      | John Goss             | Beverley Suits     | Channarong Ratanaseangsuang Vara Sukanake | Beverley Suits Sherri Smyth            | Brent Cutcliffe Sherri Smyth                      |
| 1982      | Bob MacDougall        | Una O’Reilly       | Bob MacDougall Mark Freitag               | Una O’Reilly Sharon Crawford           | Steve Johnston Cynthia Shortill                   |
| 1983      | Bob MacDougall        | Denyse Julien      | Bob MacDougall Mark Freitag               | Denyse Julien Linda Cloutier           | Bob MacDougall Denyse Julien                      |
| 1984      | John Goss             | Denyse Julien      | Bob MacDougall Mark Freitag               | Denyse Julien Linda Cloutier           | Mark Freitag Linda Cloutier                       |
| 1985      | John Goss             | Denyse Julien      | Steve Johnston Ian Johnston               | Denyse Julien Beverley Suits           | Ken Poole Chantal Jobin                           |
| 1986      | John Goss             | Linda Cloutier     | Bob MacDougall Steve Johnston             | Sandra Stapleton Linda Cloutier        | Bob MacDougall Linda Cloutier                     |
| 1987      | John Goss             | Nancy Helledie     | Jesper Helledie Mark Freitag              | Claire Allison Nancy Helledie          | David Humble Linda Cloutier                       |
| 1988      | Ian Johnston          | Doris Piché        | Ian Johnston Mike Bitten                  | Claire Allison Denyse Julien           | Mike Bitten Doris Piché                           |
| 1989      | Wen Wang              | Si-an Deng         | Wen Wang Yao Ximing                       | Karyn Kadonaga Karen Marner            | Yao Ximing Si-an Deng                             |
| 1990      | Wen Wang              | Karyn Kadonaga     | David Humble Andrew Muir                  | Karyn Kadonaga Lisa Bridges            | David Humble Aine Humble                          |
| 1991      | David Humble          | Karyn Kadonaga     | David Humble Jesper Helledie              | Karyn Kadonaga Nancy Helledie          | Andrew Muir Denyse Julien                         |
| 1992      | Iain Sydie            | Denyse Julien      | Iain Sydie Andrew Muir                    | Marie-Helene Loranger Denyse Julien    | Keith Kadonaga Denyse Julien                      |
| 1993      | David Humble          | Anthea Poon        | David Humble Ken Poole                    | Sonia Poon Karen Marner                | Alvin Chan Anthea Poon                            |
| 1994      | Ken Poole             | Anthea Poon        | Iain Sydie Andrew Muir                    | Sonia Poon Karen Marner                | Iain Sydie Adele Friess                           |
| 1995      | Brian Abra            | Julia Chen         | Sean Halliday Bryan Moody                 | Anthea Poon Milaine Cloutier           | Brian Abra Milaine Cloutier                       |
| 1996      | Marlon Samuel         | Anthea Poon        | Marlon Samuel Ken Poole                   | Anthea Poon Beth Richardson            | Ken Poole Anthea Poon                             |
| 1997      | Brian Abra            | Jody Patrick       | Marlon Samuel Iain Sydie                  | Jody Patrick Lindsay Mullaly           | Marlon Samuel Heather Poole                       |
| 1998      | Bobby Milroy          | Jody Patrick       | Bobby Milroy William Milroy               | Jody Patrick Heather Poole             | Ken Poole Milaine Cloutier                        |
| 1999      | Brian Abra            | Milaine Cloutier   | Iain Sydie Marlon Samuel                  | Milaine Cloutier Kim Chow              | Iain Sydie Jody Patrick                           |
| 2000      | Marlon Samuel         | Jody Patrick       | Scot Young William Milroy                 | Milaine Cloutier Tammy Sun             | Sam Smith Lindsay van Riper                       |
| 2001      | Brian Abra            | Milaine Cloutier   | Iain Sydie Marlon Samuel                  | Lindsay Smith Tammy Sun                | Ryan Legere Milaine Cloutier                      |
| 2002      | Sam Smith             | Milaine Cloutier   | William Milroy Keith Chan                 | Milaine Cloutier Kelli Sherlock        | Keith Chan Milaine Cloutier                       |
| 2003      | David Humble          | Jody Patrick       | William Milroy Keith Chan                 | Milaine Cloutier Kelli Sherlock        | William Milroy Tammy Sun                          |
| 2004      | Kyle Foley            | Milaine Cloutier   | Justin Mullaly Jon Vandervet              | Milaine Cloutier Sarah MacMaster       | Justin Mullaly Milaine Cloutier                   |
| 2005      | Alexander Pang        | Jody Patrick       | Keith Chan Justin Mullaly                 | Milaine Cloutier Lindsay Smith         | Keith Chan Lindsay Smith                          |
| 2006      | Kyle Foley            | Jody Patrick       | Keith Chan Jon Vandervet                  | Lindsay Smith Tammy Sun                | William Milroy Tammy Sun                          |
| 2007      | Kyle Foley            | Grace Gao          | William Milroy Kyle Foley                 | Helen Nichol Tammy Sun                 | Kyle Foley Helen Nichol                           |
| 2008      | Mark Docksteader      | Kathleen Lougheed  | Keith Chan Jon Vandervet                  | Ingrid Bauer Milaine Cloutier          | Jon Vandervet Milaine Cloutier                    |
| 2009      | Martin Giuffre        | Kathleen Lougheed  | Keith Chan Jon Vandervet                  | Ingrid Bauer Miliane Cloutier          | Jon Vandervet Miliane Cloutier                    |
| 2010      | Dan Kai               | Yang Sun           | Toby Ng Dan Kai                           | Lindsay Smith Milaine Cloutier         | Toby Ng Grace Gao                                 |
| 2011      | Dan Kai               | Nicole Grether     | Toby Ng Jon Vandervet                     | Nicole Grether Charmaine Reid          | Toby Ng Grace Gao                                 |
| 2012      | Dan Kai               | Yang Sun           | Toby Ng Dan Kai                           | Lindsay Smith Jenn Lam                 | Jon Vandervet Jenn Lam                            |
| 2013      | Alexander Pang        | Nicole Grether     | Logan Campbell Danny Paulson              | Nicole Grether Charmaine Reid          | Denis Chernoff Fiona McKee                        |
| 2014      | Alexander Pang        | Yi Tai             | Logan Campbell Alexander Pang             | Yi Tai Josephine Wu                    | Dan Kai Yang Sun                                  |
| 2015      | Ty Alexander Lindeman | Kyleigh O’Donoghue | Ty Alexander Lindeman Austin Bauer        | Grace Box Takeisha Wang                | Lei Chen Josephine Wu                             |
| 2016      | Alexander Pang        | Yi Tai             | Ty Alexander Lindeman Austin Bauer        | Yi Tai Seulbi Kim                      | Andy Ko Seulbi Kim                                |
| 2017      | Guoxing Huang         | Yi Tai             | Ty Alexander Lindeman Austin Bauer        | Yi Tai Seulbi Kim                      | Desmond Wang Seulbi Kim                           |
| 2018      | Kevin Lee             | Josephine Wu       | Kevin Lee Andy Ko                         | Josephine Wu Takeisha Wang             | Desmond Wang Josephine Wu                         |
| 2019      | Imran Wadia           | Kyleigh O’Donoghue | Ty Alexander Lindeman Austin Bauer        | Eyota Kwan Stephanie Cheung            | Desmond Wang Eyota Kwan                           |
| 2020 2021 | nicht ausgetragen     | nicht ausgetragen  | nicht ausgetragen                         | nicht ausgetragen                      | nicht ausgetragen                                 |
| 2022      | Imran Wadia           | Alena Yu           | Andy Ko Raphael Motel                     | Alena Yu Joanna Xu                     | Desmond Wang Eyota Kwan                           |
| 2023      | Mikos Kanyasi         | Alena Yu           | Andy Ko Desmond Wang                      | Eyota Kwan Johnna Rymes                | Desmond Wang Eyota Kwan                           |
| 2024      | Anthony Wong          | Alena Yu           | Kevin Lee Ty Alexander Lindeman           | Natkrita Nyda Amnukkittikul Emily Chan | Kevin Lee Natkrita Nyda Amnukkittikul             |